# Anastasija Szlachowoj
Anastasija Siergiejewna Szlachowoj (ros. Анастасия Сергеевна Шляховая; ur. 5 grudnia 1990 w Niżniekamsku) – rosyjska siatkarka, reprezentantka kraju grająca na pozycji środkowej. Mistrzyni Europy 2013. Od sezonu 2020/2021 występuje w drużynie Jenisiej Krasnojarsk.

## Sukcesy klubowe
Mistrzostwo Rosji:
- 2018
- 2014, 2016

Puchar Rosji:
- 2015, 2017

Puchar CEV:
- 2016

## Sukcesy reprezentacyjne
Volley Masters Montreux:
- 2013
- 2014

Letnia Uniwersjada:
- 2013

Mistrzostwa Europy:
- 2013

Grand Prix:
- 2015

## Nagrody indywidualne
- 2017: Najlepsza blokująca Pucharu Rosji